# 川崎市消防局
川崎市消防局（かわさきししょうぼうきょく）は、神奈川県川崎市の消防部局（消防本部）。

## 沿革
- 1948年3月 川崎市消防本部が2署（川崎消防署・中原消防署）7出張所の組織で発足する。
- 1950年3月 消防本部に指導課を新設し、2課6係になる。
- 1950年3月 川崎消防署大島出張所を再開する。
- 1950年6月 川崎消防署庁舎を再建し、旧庁舎は臨港出張所として開設する。
- 1950年11月 川崎消防署富士見出張所を開設し、同消防署榎町出張所を廃止する。
- 1951年9月 中原消防署に救急隊を配置し、救急隊が計2隊となる。
- 1952年4月 川崎消防署臨港出張所が司令派出所に昇格する。
- 1953年12月 川崎消防署小向出張所及び中原消防署小田中出張所を開設する。
- 1957年2月 川崎消防署小田出張所を開設する。
- 1958年4月 中原消防署井田出張所を開設する。
- 1959年3月 中原消防署玉川出張所を開設する。
- 1959年4月 中原消防署南加瀬出張所を開設する。
- 1959年7月 臨港司令派出所が臨港消防署に昇格する。
- 1959年8月 川崎市消防本部を川崎市消防局と改称する。
- 1960年8月 中原消防署新作出張所を開設する。
- 1961年7月 中原消防署久地出張所を開設する。
- 1962年7月 臨港消防署千鳥町出張所を開設する。
- 1963年3月 臨港消防署に救急隊を配置し、救急隊が計3隊となる。
- 1963年5月 中原消防署百合丘出張所を開設する。
- 1963年5月 中原消防署高津出張所が高津消防署に昇格する。救急隊を配置し、救急隊が計4隊となる。
- 1963年5月 消防局が庶務課・警防課・保安課の3課10係になる。
- 1964年6月 高津消防署菅出張所を開設する。
- 1965年9月 高津消防署向丘出張所を開設する。
- 1965年9月 高津消防署登戸出張所に救急隊を配置し、救急隊が計5隊となる。
- 1966年5月 臨港消防署殿町出張所を開設する。
- 1966年8月 消防局および川崎消防署改築工事が完了し業務を開始する。
- 1967年11月 高津消防署野川出張所を開設する。
- 1967年11月 川崎消防署小向出張所に救急隊を配置し、救急隊が計6隊となる。
- 1968年6月 高津消防署登戸出張所が稲田消防署に昇格する。
- 1968年6月 消防局庶務課に企画管理係を新設し、3課11係となる。
- 1969年4月 稲田消防署柿生出張所を開設する。
  - 日本全国初となる女性の消防官(消防吏員)が川崎市消防局に採用され誕生する。
- 1969年12月 中原消防署井田出張所に救急隊を配置し、救急隊が計7隊となる。
- 1970年2月 高津消防署宮崎出張所を開設する。
- 1970年2月 高津消防署向丘出張所に救急車を配置し、救急隊が計8隊となる。
- 1970年5月 高津消防署宮崎出張所に救急隊を配置し、救急隊が計9隊となる。
- 1970年8月 高津消防署菅生出張所を開設する。
- 1970年12月 稲田消防署柿生出張所に救急隊を配置し、救急隊が計10隊となる。
- 1971年5月 御幸消防署を開設する。
- 1971年5月 稲田消防署宿河原出張所を開設する。
- 1971年10月 消防局および消防署の組織変更により、消防局は2部（総務部・警防部）、6課（庶務課・教育課・企画課・警防課・保安課・予防課）17係、消防署は3課（庶務課・警防第1課・警防第2課）8係となる。
- 1971年12月 川崎消防署大島出張所に救急隊を配置し、救急隊が計11隊となる。
- 1972年4月 川崎市の政令指定都市への昇格に伴い、御幸消防署を幸消防署、稲田消防署を多摩消防署、御幸消防署幸出張所を幸消防署南河原出張所に名称変更、中原消防署南加瀬出張所を幸消防署加瀬出張所に所轄および名称を変更する。
- 1972年4月 高津消防署梶谷出張所を開設する。
- 1972年11月 高津消防署向丘出張所に救急隊を配置し、大型救急車は高津消防署に配置転換する。
- 1973年1月 臨港消防署大師出張所に救急隊を配置し、救急隊が計12隊となる。
- 1974年5月 幸消防署加瀬出張所に救急隊を配置し、救急隊が計13隊となる。
- 1974年9月 多摩消防署栗谷出張所を開設する。
- 1974年9月 幸消防署小向出張所が移転改築し、平間出張所に名称を変更する。
- 1974年10月 多摩消防署栗谷出張所および川崎消防署小田出張所に救急隊を配置し、救急隊が計15隊となる。
- 1975年1月 消防局の組織変更により（危険物第1係・危険物第2係）、6課18係となる。
- 1976年4月 幸消防署平間出張所に救急隊を配置し、救急隊が計16隊となる。
- 1977年5月 多摩消防署王禅寺出張所を開設する。
- 1977年5月 中原消防署小田中出張所に救急隊を配置し、救急隊が計17隊となる。
- 1977年9月 消防局の組織変更により（警防課救急係・保安課危険物第3係）、6課19係となる。
- 1979年3月 消防総合訓練場を開設する。
- 1979年5月 高津消防署子母口出張所を開設する。
- 1979年12月 多摩消防署宿河原出張所に救急隊を配置し、救急隊が計18隊となる。
- 1980年4月　高津消防署犬蔵出張所を開設する。
- 1980年5月 幸消防署平間出張所配置の救急隊を中原消防署玉川出張所に配置転換する。
- 1981年1月 消防局の組織変更により（通信指令室）、6課1室21係となる。
- 1983年4月 臨港消防署田島出張所を開設する。
- 1985年7月 警防部に消防航空隊を新設、併せて消防局の組織変更により、2部6課1室1隊23係となる。
- 1985年7月 宮前消防署および麻生消防署を開設する。
  - 新署開設に伴う救急隊の配置転換を行い、向丘救急隊を宮前消防署に、多摩消防署宿河原救急隊を高津消防署久地出張所に、柿生救急隊を麻生消防署にそれぞれ配置する。
- 1987年4月 中原消防署宮内出張所を開設する。
  - これに伴う救急隊の配置転換を行い、小田救急隊を麻生消防署柿生出張所に、小田中救急隊を中原消防署宮内出張所に、宮崎救急隊を宮前消防署野川出張所にそれぞれ配置する。
- 1989年4月 消防局および消防署の組織変更により、消防局は3部（総務部・警防部・予防部）、7課（庶務課・人事教養課・企画課・警防課・指令課・予防課・保安課）、1隊（航空隊）23係、消防署は3課（予防課・警防第1課・警防第2課）8係となる。
  - 1991年　4月 バングラデシュ人民共和国サイクロンに国際消防救助隊を派遣。
- 1992年3月 川崎消防署に市内初の高規格救急車を配置する。
- 1992年7月 川崎消防署において救急救命士による救急業務を開始する。
- 1995年1月 救助隊や航空隊等が阪神・淡路大震災に応援出場
- 1996年4月 消防局の組織変更により、企画課を廃止し、管理課を新設する。また、人事教養課を人事課へ名称変更する。
- 1997年3月 救急隊18隊全てが高規格救急車に整備される。
- 1997年12月 「東京湾アクアライン消防相互応援協定」を木更津市と締結。東京湾アクアラインの一部を管轄区域とする。消火活動車、救助活動車、救急活動車を浮島JCTに配備。
- 1998年11月 臨港消防署浮島出張所を開設する。
- 1999年3月 ヘリコプターによる救急搬送業務を開始する。
- 1999年4月 臨港消防署浮島出張所に救急隊を配置し、救急隊が計19隊となる。
- 1999年8月 トルコ共和国地震に川崎市消防局から国際消防救助隊 (IRT-JF) 4名を国際緊急援助隊 (JDR) 救助チームとして派遣する。国際緊急援助隊救助チームとして初の生存者を救出する。
- 2002年3月 川崎消防署小田出張所に救急隊を配置し、救急隊が計20隊となる。
- 2002年4月 消防局の組織変更により、救急課を新設する。また、保安課を危険物課へ名称変更する。
- 2002年4月 消防局新総合庁舎の竣工に伴い、消防局（指令課を除く）・川崎消防署の移転が完了し、業務を開始する。
- 2003年3月 多摩消防署菅出張所に救急隊を配置し、救急隊が計21隊となる。
- 2003年4月 消防局および消防署の組織変更により、管理課を廃止し、企画担当および査察課を新設する。
- 2004年1月 宮前消防署宮崎出張所に救急隊を配置し、救急隊が計22隊となる。
- 2004年3月 宮前消防署菅生出張所に救急隊を配置し、救急隊が計23隊となる。
- 2004年7月　福井豪雨災害に緊急消防援助隊を派遣した。
- 2004年10月　新潟県中越地震に緊急消防援助隊を派遣。
- 2007年4月4日 特別救助隊を昇格させる形で宮前消防署に高度救助隊、臨港消防署に特別高度救助隊「スーパーレスキュー太助」を配置し、同日業務を開始する。
- 2007年10月 川崎消防署富士見出張所と臨港消防署大師出張所を統合し、臨港消防署藤崎出張所となる。
- 2008年4月 中原消防署が日本初のホテル併設で「リッチモンドホテルプレミア武蔵小杉」との複合施設として新庁舎となる。併せて中原消防署宮内出張所、中原消防署玉川出張所が廃止となり、宮内救急隊は中原消防署小田中出張所へ、玉川救急隊は幸消防署平間出張所へ配置転換される。
  - これは日本初の試みで、公有地の有効活用や公共施設の建て替え費用捻出の新手法として注目された。一方、自治体による宿泊施設の建設に対しては批判も起き、特に日本共産党は2005年の川崎市長選挙の争点に加えたが、計画を推進した現職の阿部孝夫が大差で再選を勝ち取っていた。
- 2008年5月 中華人民共和国の四川大地震災害に川崎市消防局から国際消防救助隊 (IRT-JF) 3名を国際緊急援助隊 (JDR) 救助チームとして派遣する。
  - 6月　岩手・宮城内陸地震に緊急消防援助隊を派遣。
- 2010年3月 幸消防署が改築され竣工した。
- 2011年3月　東北地方太平洋沖地震に伴う東日本大震災に対して宮城県仙台市等に緊急消防援助隊を派遣。福島第一原子力発電所事故にも出場。
  - 4月 全国で2番目の「双腕重機」を中原消防署に配備した。
- 2012年2月 臨港消防署が改築され竣工した。
- 2012年4月 幸消防署南河原出張所に救急隊を配置し、救急隊が計26隊となる。
- 2013年1月　翌年4月に開所予定の麻生消防署栗木出張所の建物を当時改築工事をしていた同署柿生出張所の臨時仮庁舎として運用する。
- 2013年10月　平成25年台風第26号に伴う伊豆大島土砂災害に特別高度救助隊や航空隊等を緊急消防援助隊として派遣[1]。
- 宮前消防署の高度救助隊を特別高度救助隊へ昇格させた。
- 2014年3月　麻生消防署柿生出張所の改築工事が完了し、運用を開始する。
- 2014年4月　　麻生消防署栗木出張所を開設する。同時に救急隊を配置し、救急隊が計27隊となる。
- 2016年3月　宮前消防署菅生出張所の改築工事が完了し、運用を開始する。
- 2020年3月　多摩消防署宿河原出張所の改築工事が完了し、運用を開始する。多摩消防署宿河原出張所に救急隊を配置し、救急隊が計28隊となる。
- 2022年3月　多摩消防署栗谷出張所の改築工事が完了し、運用を開始する。

## 組織
- 本部
  - 総務部：庶務課、人事課（音楽隊）、企画担当
  - 警防部：警防課、救急課、指令課、航空隊（東京ヘリポート）
  - 予防部：予防課、査察課、危険物課
- 消防署：予防課、警防第一課、警防第二課

## 主力機械
2020年9月1日現在
- 普通消防ポンプ自動車：41
- 水槽付消防ポンプ自動車：11
- はしご付消防自動車：8
- 大型高所放水車：1
- 泡原液搬送車：2[2]
- 大型化学消防自動車：2
- 化学消防自動車：5
- 救急自動車：37
- 指揮車：9
- 消防艇：2（消防艇名称：第5、6川崎丸）
- 救助工作車：9
- 特殊災害対策車：2
- 特別高度工作車：1
- 大型除染システム搭載車：1
- 電源車：1
- 消防ヘリコプター：2（ヘリコプター名称：そよかぜ1、2）

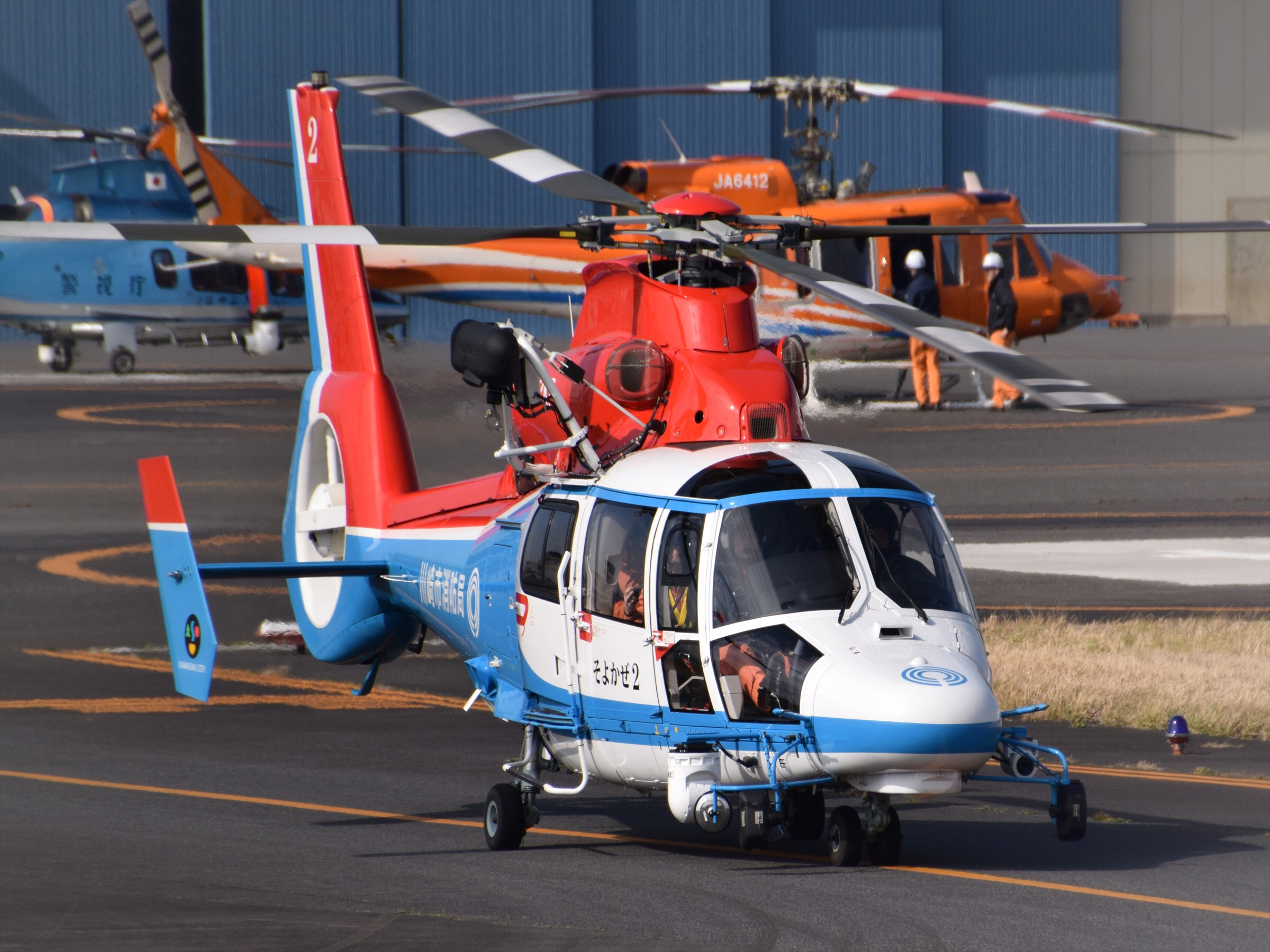
「そよかぜ2号」

- 高発泡車：1
- 広報車：2
- 資機材搬送車：4
- 震災工作車：1
- 支援車：1
- 人員搬送車：1
- 起震車：2
- 海水利用型消防水利システム：1
- 水災害対応車：2
- ポンプ積載車：8
- 双腕重機：1
- 指令車：1
- 広報車：21
- 査察車：14
- 査察車（緊急車）：5
- 警備連絡車：3
- 防災指導車：2
- 防災資器材搬送車：3
- 人員輸送車（警防）：1
- 人員輸送車（その他）：5

## 消防署
| 消防署     | 住所                                      | 出張所 |
| ---------- | ----------------------------------------- | --- |
| 川崎消防署 | 川崎区南町20-7                            | 小田：川崎区小田7-3-41 大島：川崎区大島上町20-3                                                                    |
| 臨港消防署 | 川崎区池上新町3-1-5                       | 浮島：川崎区浮島町509-1 千鳥町：川崎区千鳥町15-4 殿町：川崎区殿町3-25-2 藤崎：川崎区藤崎3-7-1                      |
| 幸消防署   | 幸区戸手2-12-11                           | 南河原：幸区南幸町2-38 平間：幸区下平間4 加瀬：幸区南加瀬4-18-5                                                    |
| 中原消防署 | 中原区新丸子東3-1175-1                    | 苅宿：中原区苅宿42-3 小田中：中原区上小田中3-7-1 井田：中原区井田中ノ町23-3                                        |
| 高津消防署 | 高津区二子5-14-5                          | 新作：高津区新作4-12-7 久地：高津区久地4-11-19 梶ヶ谷：高津区向ヶ丘8-16 子母口：高津区子母口298-2                  |
| 宮前消防署 | 宮前区宮前平2-20-4                        | 野川：宮前区野川3417-28 宮崎：宮前区有馬2-8-11 向丘：宮前区平1-4-17 犬蔵：宮前区犬蔵1-10-2 菅生：宮前区菅生3-42-23 |
| 多摩消防署 | 多摩区枡形2-6-1                           | 菅：多摩区菅馬場1-13-1 宿河原：多摩区宿河原3-12-1 栗谷：多摩区栗谷3-30-8                                           |
| 麻生消防署 | 麻生区万福寺1-5-4                         | 百合丘：麻生区百合丘1-18-4 柿生：麻生区片平2-30-7 王禅寺：麻生区王禅寺東4-1-6 栗木：麻生区栗木台4-2-1              |
| 航空隊     | 東京都江東区新木場4-7-57 東京ヘリポート内 | なし |